# Wuhan (stacja kolejowa)
Wuhan (chiń. 武汉站; pinyin Wǔhàn Zhàn) – stacja kolejowa w Wuhanie, w prowincji Hubei, w Chińskiej Republice Ludowej. Znajduje się na wschodnim krańcu jeziora Yangchunhu, na granicy Qingshan i Hongshan, i przylegająca do 3. obwodnicy. Jest to jedna ze stacji trasie kolei dużych prędkości Wuhan – Guangzhou. Została ukończona w grudniu 2009 roku. Stacja posiada 11 peronów i 20 torów. Obsługuje pociągi dużych prędkości Pekin - Hongkong, linię Szanghaj - Wuhan - Chengdu i Zhengzhou - Jiujiang.